# XVI edició dels Premis Sur
La XVI edició dels Premis Sur, correspon als guardons lliurats per l'Academia de las Artes y Ciencias Cinematográficas de la Argentina a les millors produccions cinematogràfiques argentines estrenades entre l'1 de gener del 2021 i el 31 de desembre del mateix any. La cerimònia va tenir lloc el 29 d'agost de 2022 al teatro Politeama i va ser presentada per Martín Bossi, mentre que la seva transmissió va ser l'endemà mitjançant la TV Pública.
Les nominacions van ser anunciades el 5 de juliol de 2022. Les produccions més nominades van ser Karnawal amb 14 candidatures, El prófugo amb 11, El apego amb 9 i Yo nena, yo princesa amb 8.

## Programa
| ! Data              | Esdeveniment                                        |
| ------------------- | --------------------------------------------------- |
| 1 de gener de 2022  | Inici del període de votació de les nominacions     |
| 1 de juliol de 2022 | Tancament del període de votació de les nominacions |
| 5 de juliol de 2022 | Anunci dels nominats                                |
| 29 d'agost de 2022  | 16a cerimònia de lliurament dels Premis Sud         |

## Nominats i guanyadors
Indica el guanyador dins de cada categoria, mostrat al principi i ressaltat en negreta.
| Millor Pel·lícula | Millor Direcció |
| --- | --- |
| - Karnawal – Juan Pablo Félix - El apego – Valentín Javier Diment - El perro que no calla – Ana Katz - El prófugo – Natalia Meta                                                                               | - Juan Pablo Félix – Karnawal - Valentín Javier Diment – El apego - Ana Katz – El perro que no calla - Leonardo Brzezicki – Errante corazón |
| Millor Ópera Prima | Millor Pel·lícula Documental |
| - Karnawal – Juan Pablo Félix - Chango, la luz descubre – Alejandra Martín i Paola Rizzi - Ese fin de semana – Mara Pescio - Mapa de sueños latinoamericanos – Martín Weber                                    | - Chango, la luz descubre – Alejandra Martín i Paola Rizzi - Mapa de sueños latinoamericanos – Martín Weber - Carroceros – Mariano Frigerio i Denise Urfeig - Cortázar y Antín, cartas iluminadas – Cinthia Rajschmir |
| Millor Actriu | Millor Actor |
| - Érica Rivas – El prófugo - Jimena Anganuzzi – El apego - Lola Berthet – El apego - Paula Carruega – Ojos de arena                                                                                            | - Leonardo Sbaraglia – Errante corazón - Germán De Silva – El apego - Nahuel Pérez Biscayart – El prófugo - Martín López Lacci – Karnawal |
| Millor Actriu de Repartiment | Millor Actor de Repartiment |
| - Mónica Lairana – Karnawal - Analía Couceyro – Inmortal - Mónica Villa – Una tumba para tres - Paola Barrientos – Yo nena, yo princesa                                                                        | - Alfredo Castro – Karnawal - Sergio Prina – Amor bandido - Daniel Hendler – El prófugo - Diego Cremonesi – Karnawal |
| Millor Actriu Revelació | Millor Actor Revelació |
| - Miranda de la Serna – Errante corazón - Miss Bolivia – Ese fin de semana - Malena Pichot – Finde - Isabella G.C. – Yo nena, yo princesa                                                                      | - Martín López Lacci – Karnawal - Nahuel Cabral – Las ranas - Roberto Moldavsky – Ex casados - Valentino Vena – Yo nena, yo princesa |
| Millor Guió Original | Millor Guió Adaptat |
| - Karnawal – Juan Pablo Félix - El apego – Valentín Javier Diment - El perro que no calla – Gonzalo Delgado i Ana Katz - Errante corazón – Leonardo Brzezicki                                                  | - El prófugo – Natalia Meta; basat en El mal menor, de C.E. Feiling - Al tercer día – Alberto Fasce i Gonzalo Ventura; basat en 3 Días, de Gonzalo Ventura - Retiros (in)voluntarios – Sandra Gugliotta i Miguel Zeballos; basat en La privatización de los cuerpos, de Damián Pierbattisti - Yo nena, yo princesa – Federico Palazzo i José Paquez; basat en Yo nena, yo princesa, Luana la niña que eligió su propio nombre, de Gabriela Mansilla |
| Millor Fotografia | Millor Muntatge |
| - El prófugo – Bárbara Álvarez - El perro que no calla – Marcelo Lavintman, Gustavo Biazzi, Fernando Blanc, Joaquín Neira y Guillermo Nieto - Karnawal – Ramiro Civita - Yo nena, yo princesa – Milagros Chaín | - El prófugo – Eliane Katz - La noche mágica – Guillermo Gatti - Karnawal – Luz López Mañe y Eduardo Serrano - Yo nena, yo princesa – Jonathan Smeke |
| Millor Direcció d’Art | Millor Disseny de Vestuari |
| - El prófugo – Ailí Chen - El apego – Federico Mayol - Karnawal – Daniela Villela - La casa de los conejos – Sandra Iurcovich                                                                                  | - El prófugo – Mónica Toschi - 10 palomas – Julián Rúgolo - El apego – Gabriela González - La estrella roja – Pheonia Veloz y Gabriela Varela Laciar |
| Millor So | Millor Maquillatge i Caracterització |
| - El prófugo – Guido Berenblum - Inmortal – Sebastián González - Karnawal – Lena Esquenazi - Yo nena, yo princesa – Ileana Gigena y Joaquín Rosson                                                             | - El apego – Néstor Burgos - El prófugo – Emmanuel Miño - Errante corazón – Dolores Giménez - Nocturna, la noche del hombre grande – Rebeca Martínez |
| Millor Música Original | Millor Sèrie |
| - Karnawal – Leonardo Martinelli - Al tercer día – Luciano Onetti - Cómo mueren las reinas – Sebastián Escofet - Yo nena, yo princesa – Martín Bianchedi                                                       | - El reino - Entre hombres - Maradona, sueño bendito - Terapia alternativa |

## Premis i nominacions múltiples
| Pel·lícula                      | Nominacions |
| ------------------------------- | ----------- |
| Karnawal                        | 14          |
| El prófugo                      | 11          |
| El apego                        | 9           |
| Yo nena, yo princesa            | 8           |
| Errante corazón                 | 5           |
| El perro que no calla           | 4           |
| Al tercer día                   | 2           |
| Chango, la luz descubre         | 2           |
| Ese fin de semana               | 2           |
| Inmortal                        | 2           |
| Mapa de sueños latinoamericanos | 2           |